# Крыловское
Крыловское (укр. Крилівське) — село,
Николай-Польский сельский совет,
Запорожский район,
Запорожская область,
Украина.
Код КОАТУУ — 2322187204. Население по переписи 2001 года составляло 42 человека.

## Географическое положение
Село Крыловское находится в 2-х км от правого берега реки Днепр,
на расстоянии в 0,5 км от села Августиновка и 1-м км от села Новопетровка.
По селу протекает пересыхающий ручей с запрудой.

## История
- 1928 год — дата основания.